# Aéroport de Bali (Cameroun)
Ne doit pas être confondu avec l'aéroport international Ngurah-Rai, desservant l'île de Bali, en Indonésie.
L'aéroport de Bali (code IATA : BLC • code OACI : FKKG) est un aéroport à Bali dans le Nord-Ouest du Cameroun.